# Michael Münzing und Luca Anzilotti
Michael Münzing und Luca Anzilotti sind ein deutsches Musikproduzenten-Duo, das als Begründer des Eurodance gilt. Als Pseudonyme nutzten sie auch die Namen Benito Benites (Michael Münzing, * 1952) und John Virgo Garrett III (Luca Anzilotti, * 1963).

## Projekte
Münzing und Anzilotti sind auch unter ihren gemeinsamen Musikprojekten Native Corp. und Power Jam bekannt. Außerdem waren sie an folgenden Musikprojekten beteiligt:
- Moses P (zusammen mit Rico Sparx)
- 16 BIT
- OFF (zusammen mit Sven Väth)
- Snap! (zusammen mit Durron Butler, Penny Ford, Jackie Harris, Thea Austin)
- 5 NY
- Trust Unlimited (zusammen mit Dieter Kolb)

Darüber hinaus erstellten sie Re-Mixes von Titeln so bekannter Künstler und Interpreten wie Whitney Houston oder The Human League.

## Geschichte

### 1985–1987: OFF und 16 BIT
Im Herbst 1986 erschien unter dem ein Jahr zuvor gewählten Pseudonym OFF (Organisation For Fun) die von Münzing und Anzilotti gemeinsam mit dem Frankfurter DJ Sven Väth in Frankfurt am Main produzierte Single Electrica Salsa, die ein Club-Hit wurde. Münzing, Anzilotti und Väth kannten sich da bereits aus ihrer Arbeit als DJs in der legendären Diskothek Dorian Gray am Frankfurter Flughafen. Münzing hatte vor OFF bereits unter dem Pseudonym Curare Schallplatten beim Discomusik-Plattenlabel Westside veröffentlicht.
Fast zeitgleich mit dem Erfolg von OFF etablierten Münzing und Anzilotti gegen Ende 1986 ihr eigenes Musikprojekt 16 BIT in den deutschen Charts. Die 16-BIT-Single Where Are You? (Vocal: Sven Väth) erreichte in Deutschland und Frankreich die Top 20 und ihr Nachfolger Changing Minds stieß ebenfalls in der Bundesrepublik in die Top 20 vor, so dass beide im Frühjahr 1987 ein 16-BIT-Album unter dem  Namen Inaxycvgtgb nachschoben. Der eigentümlich anmutende Name des Albums begründet sich auf der Melodie des Stücks (132 beats) xycvgtgb, welche auf einem Amiga mit einer bei Trackern üblichen Tastaturcodierung für die Tonhöhen nachgespielt werden konnte.

### 1987–1989: Rückzug und Clubszene
Nach diesen ersten Erfolgen zogen sich Münzing und Anzilotti zunächst zurück, da Sven Väth 1987 zurück ins Dorian Gray wechselte, und bastelten an einem neuen Sound. Mitte 1988 kauften Väth und Münzing gemeinsam mit Mathias Martinson den Frankfurter Club Vogue auf, der zu diesem Zeitpunkt eine Diskothek in einer ehemaligen Parkgarage ohne Klimaanlage war. Nach einem Totalumbau öffnete die Location auf dem Höhepunkt von Acid House im Oktober 1988 als Omen und schrieb unter diesem Namen ein neues Kapitel globaler Clubgeschichte. Für Münzing und Anzilotti war das Omen auch eine gute Möglichkeit, ihre neuen Musiktitel vor Disco-Publikum zu testen und zu verbessern.

### 1989–1996: Gründung und internationale Erfolge mit Snap!
1989 kehrten Münzing und Anzilotti unter den Pseudonymen Benito Benites und John Virgo Garrett III mit dem Eurodance-Projekt SNAP! in die Musikszene zurück und schrieben damit ihr ganz eigenes Kapitel Dance-Geschichte. In einem Studio-/Bürokomplex in der ersten Etage eines Geschäftshauses im Offenbacher Stadtteil Kaiserlei produzierten beide fortan ihre Musik unter dem Label Logic Records.
Mit dem internationalen Megahit The Power startete Anfang 1990 die weltweite Erfolgsgeschichte des Produzenten-Duos. Nach über 20 Millionen verkauften The Power-Tonträgern folgten im gleichen Jahr mit Ooops Up, Cult of SNAP! und Mary Had a Little Boy drei weitere Hits. Das im Frühjahr 1990 veröffentlichte SNAP!-Album World Power zählt mit weit über sieben Millionen verkauften Tonträgern zu den erfolgreichsten Dance-Alben der 1990er Jahre.
Nach einer kurzen Pause kehrten sie Ende 1991 mit Snap! und der Single Colour Of Love zurück. Im Frühjahr 1992 folgte mit Rhythm is a Dancer die meistverkaufte Single in Deutschland und England, die sich zudem 39 Wochen ununterbrochen in den US-Billboard-Charts halten konnte. Allein in ihrer Heimat stand der von Münzing und Anzilotti verfasste Titel zehn Wochen auf Nummer eins. Vom dazugehörigen zweiten Album The Madmans's Return wurden noch die Singles Exterminate und Do You See The Light (Looking For) ausgekoppelt, die ebenfalls Top-10-Platzierungen erzielten.
Im Spätsommer 1994 folgten die Single und das gleichnamige Album Welcome to Tomorrow. Auch die zweite Single The First, The Last, Eternity kam zumindest in Deutschland noch einmal unter die ersten zehn Plätze der Charts. Danach ließ der Erfolg nach: der darauf folgende Titel The World in My Hands erreicht nur Platz 53 in Deutschland. Der Song Rame konnte im Frühjahr 1996 zwar wieder in den Top 40 landen, doch die Hitzeit war dennoch vorüber.
Im Sommer 1996 folgte eine Zusammenstellung aller Hits von Snap!, womit aber gleichzeitig vorübergehend keine neuen Singles mehr folgten.

### Seit 1996: Neue Wege
Nachdem sich Münzing und Anzilotti ab 1996 mehr dem Trance zugewandt hatten, blieb der große Erfolg außerhalb Deutschlands jedoch aus.
Dennoch wurden die Musikproduktionen von Münzing und Anzilotti auch in den USA Nummer-eins-Hits, ihre Alben verblieben Dutzende von Wochen in den deutschen Verkaufslisten, davon allein 14 Wochen auf Platz eins. Sie hatten sieben weltweite Nummer-eins-Hits und verkauften bis heute rund 100 Millionen Tonträger. Weil Münzing und Anzilotti immer sowohl als Komponisten, Texter, Künstler und Produzenten im Geschäft waren, zählen sie mit Gesamteinnahmen von geschätzten 300 Millionen Euro zu den erfolgreichsten deutschen Musikern.

## Unternehmeraktivitäten
1986 gründeten Münzing und Anzilotti die Master-Musikproduktions GmbH und 1988 Logic Records. 1994 verkauften sie Logic Records als weltweit erfolgreichstes Dance Label an die Bertelsmann Music Group (BMG). 1998 bündelten sie ihre vielfältigen Unternehmeraktivitäten in der neu gegründeten IN-motion AG, über die jedoch im Dezember 2006 das Insolvenzverfahren eröffnet wurde, das bis heute (Stand: Juli 2012) nicht abgeschlossen ist. Ziel war es seinerzeit, mit der IN-motion AG ein globaler Player in der Entertainment-Industrie zu werden.

## Diskografie (Auswahl)
- 1984: Visions And Dreams – Curare (Projekt von Michael Münzing)
- 1985: Bad News – OFF (mit Sven Väth)
- 1986: Electrica Salsa – OFF (mit Sven Väth)
- 1986: Where Are You? – 16BIT
- 1987: Changing Minds – 16BIT
- 1987: Harry (Aber jetzt) – OFF (mit Sven Väth)
- 1987: Inaxycvgtgb (Album) – 16BIT
- 1987: (Ina) Gadda da vida – 16BIT
- 1988: Too Fast to Live – 16BIT
- 1989: Hi–Score – 16BIT
- 1995: Where Are You? (Remake '95) – 16BIT
- 1998: Où-Es-Tu (Where Are You? ' 98) – 16BIT

### Remixe
- 1986: Poison
- 1988: Damascus – Richard Strange
- 1991: My Name Is Not Susan – Whitney Houston
- 1998: My Name Is Not Susan –  Whitney Houston (Remixes)
- 1998: Don’t You Want Me – The Human League (Remix)

### Produktionen
- 1990: Deep Heat 8 – The Hand of Fate
- 1990: Hot and Fresh
- 1990: Maxi Hit Sensation
- 1990: The Cult of Snap
- 1990: The Power
- 1990: Dance Floor (Deluxe) – The Biggest Dance-Hymns of the 90's
- 2002: Rhythm Is a Dancer 2002
- 2009: The Power – Greatest Hits

### Mitwirkungen
- 1990: Cult of Snap
- 1990: The Power
- 1990: World Power
- 1992: Colour of Love
- 1992: Exterminate!
- 1992: Rhythm Is a Dancer
- 1992: Rhythm Is a Dancer (Remix)
- 1992: The Madman’s Return
- 1993: Do You See the Light (Looking For)
- 1993: Maquina Total 5
- 1994: Welcome to Tomorrow
- 1996: 30 Jaar Top Hits 1967–1997
- 2000: Gimme A Thrill
- 2002: Do You See the Light (Promo 3)
- 2003: The Power (Of Bhangra)
- 2006: The Power
- 2009: The Power – Greatest Hits